# 中布干維爾區

中布干維爾区位於布干維爾島東南部

6°14′S 155°34′E / 6.233°S 155.567°E
中布干維爾区（英語：Central Bougainville District），是巴布亞新畿內亞布干維爾自治區的一个区，位於布干維爾島東南部，首府設於基埃塔-阿拉瓦，面積2,592平方公里，2011年人口58,860，人口密度每平方公里23人。